# LRRN2
LRRN2‏ (Leucine rich repeat neuronal 2) هوَ بروتين يُشَفر بواسطة جين LRRN2 في الإنسان.